# 질강의 장크트야콥 전투
질강의 장크트야콥 전투(Battle of St. Jakob der Sihl)는 1443년 7월 22일에 일어난 구취리히 전쟁의 전투로 취리히가 패배했다.
전투는 질강(오늘날의 아우서질구) 너머 취리히 성문 밖에서 벌어졌다. 합스부르크 증원군과 함께 취리히의 군대는 7월 21일 장크트야콥 북쪽의 질펠트에서 공격하는 동맹군을 만났다. 약 6,000명으로 구성된 동맹군은 조직적이지 못한 취리히의 군대와 약 500명의 오스트리아 기사와 맞붙었다. 다음 날 아침, 연합군은 전방을 공격한 다음 왼쪽 측면을 공격했다. 취리히의 군대는 뒤로 밀려나 실을 건너 도시로 탈출해야 했다. 남부 연합은 도시를 포위할 수단이 없었고 철수했다. 따라서 취리히의 패배는 결정적이지 않았고, 전쟁은 1446년까지 계속되었다.
합스부르크 군대의 사령관인 알브레히트 남작 폰 부스낭이 성야콥 예배당 제단 뒤에서 사망했다. 취리히 연대기에 따르면 취리히의 부르고마스터 루돌프 슈투시는 이 전투에서 질강을 가로지르는 다리의 수비수들 사이에서 쓰러졌다. 슈튀시가 다리 아래 숨어있는 동맹군에 의해 사망했을 때 군대의 후퇴를 막고 있었다.
부르고마스터(시장)의 용기를 강조하는 이 설명은 역사가들에 의해 취리히 선전으로 간주된다.
이야기의 또 다른 버전은 슈투시가 다리 한가운데 서서 넓은 전투 도끼를 휘두르며 “그만, 시민이여, 멈춰주시오!”라고 외치는 것이다. 이에 취리히의 한 사람은 “하나님의 번개가 내리기를! 이 모든 재앙은 오직 한 사람에게서만 온다”고 외치며 창으로 그를 찔렀다.
취리히 연대기의 추가 기록에 따르면 추격하는 동맹군이 도시에 들어오려고 할 때 문지기의 아내인 안나 지글러가 렌베크문의 현관을 낮출 수 있었다고 한다.